# Showgirl: The Homecoming Tour
Showgirl: The Homecoming Tour是由澳大利亚歌手OBE凯莉·米洛举办的巡回演唱会。 凯利原先计划在2005年举办Showgirl: The Greatest Hits Tour巡演之时将演唱会带至澳洲和亚洲，但是当她被诊断罹患乳腺癌之后，凯利被迫取消原定计划。
2006年11月11日，凯利在悉尼娱乐中心举行演唱会，重续先前中断的Showgirl巡演，演出所用的曲目表和演出服都有所变动，Showgirl - The Homecoming Tour中的舞蹈被重新编排以适应凯利病愈后的身体状况，演唱会中间的间场休息也被加长以便于凯利保存体力。

## 表演曲目
第一段: Homecoming（秀女郎归来）
- "Better the Devil You Know"
- "In Your Eyes"
- "White Diamond" (与剪刀姐妹团合作的未发行歌曲)
- "On A Night Like This

第二段: Everything Taboo（万物皆禁忌）
- "Shocked (包含: "Do You Dare?", "It's No Secret", "Give Me Just A Little More Time", "Keep On Pumpin' It"以及 "What Kind of Fool (Heard All That Before)"片断)
- "What Do I Have to Do?(包含Over Dreaming (Over You片断))"
- "Spinning Around" (包含"Step Back in Time" 、 "Finally", 以及 "Such a Good Feeling"片断)

第三段: Samsara（浴火重生）
- "Confide In Me"
- "Cowboy Style"
- "Finer Feelings" (由背景歌手演唱)
- "Too Far"

第四段: Athletica（健身俱乐部）
- "Butterfly (Sandstorm Dub Interlude)" (舞蹈演员表演)
- "Red Blooded Woman" / "Where the Wild Roses Grow")
- "Slow"
- "Kids" 1

第五段: Dreams（美丽梦境）
- "Over The Rainbow"
- "Come into My World" (慢版)
- "Chocolate"
- "I Believe in You"
- "Dreams" (contains excerpts from "When You Wish upon a Star")

第六段: Pop Paradiso（流行天堂）
- "Burning Up" (Dance Interlude) (包含麦当娜歌曲 "Vogue" 片断)
- "The Loco-Motion"
- "I Should Be So Lucky" (包含"The Only Way Is Up"片断)
- "Hand on Your Heart"

第七段: Dance of the Cybermen（机器人之舞）
- "Can't Get You out of My Head" (包含"Rise of the Cybermen" 以及"Doctor Who Theme"片断)
- "Light Years" (包含 "Turn It into Love" 以及TARDIS片断)

安可
- "Especially for You"2
- "Love at First Sight"

1 在悉尼首场演出上与博诺合唱, 妹妹丹妮·米洛在墨尔本，伦敦和曼彻斯特的一些场次中与凯利合唱，其余场次凯利与背景歌手合唱。

2在12月31日的表演中紧接着演唱了"Celebration"。

## 巡演日程
| 日期           | 城市     | 国家     | 场馆             |
| -------------- | -------- | -------- | ---------------- |
| 澳大利亚       |          |          |                  |
| 2006年11月11日 | 悉尼     | 澳大利亚 | 悉尼娱乐中心     |
| 2006年11月12日 | 悉尼     | 澳大利亚 | 悉尼娱乐中心     |
| 2006年11月14日 | 悉尼     | 澳大利亚 | 悉尼娱乐中心     |
| 2006年11月17日 | 布里斯班 | 澳大利亚 | 布里斯班娱乐中心 |
| 2006年11月18日 | 布里斯班 | 澳大利亚 | 布里斯班娱乐中心 |
| 2006年11月20日 | 布里斯班 | 澳大利亚 | 布里斯班娱乐中心 |
| 2006年11月23日 | 悉尼     | 澳大利亚 | “超级穹顶”体育场 |
| 2006年11月24日 | 悉尼     | 澳大利亚 | “超级穹顶”体育场 |
| 2006年11月26日 | 悉尼     | 澳大利亚 | “超级穹顶”体育场 |
| 2006年11月30日 | 阿德莱德 | 澳大利亚 | 阿德莱德娱乐中心 |
| 2006年12月1日  | 阿德莱德 | 澳大利亚 | 阿德莱德娱乐中心 |
| 2006年12月4日  | 珀斯     | 澳大利亚 | 伯斯伍德娱乐城   |
| 2006年12月5日  | 珀斯     | 澳大利亚 | 伯斯伍德娱乐城   |
| 2006年12月7日  | 珀斯     | 澳大利亚 | 伯斯伍德娱乐城   |
| 2006年12月10日 | 墨尔本   | 澳大利亚 | 罗德·拉沃竞技场  |
| 2006年12月11日 | 墨尔本   | 澳大利亚 | 罗德·拉沃竞技场  |
| 2006年12月13日 | 墨尔本   | 澳大利亚 | 罗德·拉沃竞技场  |
| 2006年12月14日 | 墨尔本   | 澳大利亚 | 罗德·拉沃竞技场  |
| 2006年12月16日 | 墨尔本   | 澳大利亚 | 罗德·拉沃竞技场  |
| 2006年12月17日 | 墨尔本   | 澳大利亚 | 罗德·拉沃竞技场  |
| 欧洲           |          |          |                  |
| 2006年12月31日 | 伦敦     | 英格兰   | 温布利竞技场     |
| 2007年1月2日   | 伦敦     | 英格兰   | 温布利竞技场     |
| 2007年1月3日   | 伦敦     | 英格兰   | 温布利竞技场     |
| 2007年1月5日   | 伦敦     | 英格兰   | 温布利竞技场     |
| 2007年1月6日   | 伦敦     | 英格兰   | 温布利竞技场     |
| 2007年1月8日   | 伦敦     | 英格兰   | 温布利竞技场     |
| 2007年1月9日   | 伦敦     | 英格兰   | 温布利竞技场     |
| 2007年1月12日  | 曼彻斯特 | 英格兰   | M.E.N竞技场      |
| 2007年1月18日  | 曼彻斯特 | 英格兰   | M.E.N竞技场      |
| 2007年1月19日  | 曼彻斯特 | 英格兰   | M.E.N竞技场      |
| 2007年1月21日  | 曼彻斯特 | 英格兰   | M.E.N竞技场      |
| 2007年1月22日  | 曼彻斯特 | 英格兰   | M.E.N竞技场      |
| 2007年1月23日  | 曼彻斯特 | 英格兰   | M.E.N竞技场      |

### 取消的场次
2007年1月13日，在英格兰曼彻斯特M.E.N竞技场表演1个小时后，由于生病，凯利被迫结束表演。她的发言人之后确认她得了上呼吸道感染。 额外增加的两场在M.E.N竞技场的表演也被延后至2007年1月底。

## 媒体评论
Showgirl - The Homecoming Tour得到了评论家积极的评价。Christine Sams在悉尼晨锋报的一篇评论中把这次的演唱会形容为“大手笔”并赞扬它是“极其成功” 。 世纪报'的Patrick Donovan则赞扬凯利“看上去很得体，身体健康，声线尚佳”。  CBBC Newsround则因为巡演“选择的歌曲，出色的舞者，舞台照明以及凯利对表演的热爱”而将它形容为"完美的复出" 。

## 播映
凯利在2006年12月11日与澳大利亚墨尔本的表演被录制，供电视放映和灌录DVD。演唱会最先在2007年1月13日于英国电视频道英国第四台播出。澳大利亚广播公司在2007年3月4日播出了演唱会视频，并且没有在其中穿插广告。演唱会DVD在2007年12月10日与凯利的纪录片White Diamond（白钻）一道作为双碟包发行 。
凯利在2006年11月12日在悉尼的演唱会则被灌录为Live Album，并在2007年1月发行。Showgirl Homecoming Live 收录了凯利与演唱会嘉宾，U2乐团主唱博诺合唱的歌曲"Kids"。专辑在英国专辑排行榜排名第七，并获得了金唱片认证。

## 制作人员
执行制作人: 凯莉·米洛，Terry Blamey

导演与企划: William Baker

音乐制作: Steve Anderson

产品经理: Kevin Hopgood

产品企划: Alan MacDonald

服装设计: John Galliano, 卡尔·拉格斐, Dolce&Gabbana, Gareth Pugh 以及Matthew Williamson

珠宝: 宝格丽

鞋: Manolo Blahnik

女帽设计: Stephen Jones

编舞: Rafael Bonachela, Akram Khan and Michael Rooney

巡演经理: Sean Fitzpatrick

## 链接
- Kylie's Official Site
- "2006/2007 Showgirl - Homecoming Tour"